# 上方漫才まつり
『上方漫才まつり』（かみがたまんざいまつり）は、毎日放送（MBSテレビ）が1979年秋より、毎年春と秋に放送する漫才演芸番組である。
第1回の放送は1979年9月23日（収録は同年の8月29日のサンケイホールにて）出演者は夢路いとし・喜味こいし、横山やすし・西川きよし、正司敏江・玲児、若井ぼん・はやと、コメディNo.1、Wヤング、横山ホットブラザーズ、宮川左近ショー、中田カウス・ボタン、オール阪神・巨人、ザ・ぼんちに引退していた海原お浜・小浜他。

## 概要
番組の始まる切っ掛けは、1979年に楽屋で夢路いとし・喜味こいしの二人が「落語には上方落語協会があるのに漫才にも漫才協会（現在東京にある漫才協会は、当時「漫才協団」という名称だった）があってもいいのではないか」と思い、周りの芸人に相談し所属事務所の枠を超えた団体を設立することになり賛同した松竹芸能からレツゴー三匹、正司敏江・玲児、若井ぼん・はやと、吉本興業から横山やすし・西川きよし、コメディNo.1、Wヤングが合意したが、長い松竹と吉本の関係から頓挫してしまった。そこで漫才作家の足立克己と毎日放送のプロデューサー岡崎巍が間に入り年に数回漫才のイベントを行うことになった。スポンサーも付き番組として放送されることとなった。
上方のベテランから若手まで所属事務所に関係なく、一堂に会する漫才の祭典。第1回から50回までの司会は、浜村淳が務めた（横山やすし、西川きよしなど数回のみ別の司会者が担当した）。山陽放送など一部のJNN系列でもネット（RSKの場合は半年ないし1年遅れ）されている。この番組は吉本興業制作ではないため、出演する漫才師は松竹芸能に所属するコンビも出演する。

## 今までに出演した主な漫才師
- 夢路いとし・喜味こいし
- 横山やすし・西川きよし
- 宮川左近ショー
- 人生幸朗・生恵幸子
- 海原お浜・小浜
- チャンバラトリオ
- 中田カウス・ボタン
- オール阪神・巨人
- Wヤング（初代、2代目共に出演）
- フラワーショウ
- 中田ダイマル・ラケット
- 正司敏江・玲児
- 海原はるか・かなた
- 横山たかし・ひろし
- 宮川大助・花子
- 今いくよ・くるよ
- 間寛平・池乃めだか
- 島田紳助・松本竜介
- 秋田Aスケ・Bスケ
- レツゴー三匹
- ザ・ぼんち
- 西川のりお・上方よしお
- 太平サブロー・シロー
- 海原さおり・しおり（花の110番しおり・ひろこ）※初期の頃はアシスタントで出演し漫才は披露していない。
- 若井小づえ・みどり
- はな寛太・いま寛大
- コメディNo.1
- ちゃらんぽらん
- ハイヒール
- トミーズ
- おかけんた・ゆうた
- ティーアップ
- 清水圭・和泉修
- 矢野・兵動
- シンクタンク
- ミヤ蝶美・蝶子
- ますだおかだ
- 中川家
- フットボールアワー
- 千鳥
- ザ・プラン9
- アメリカザリガニ
- NON STYLE
- Over Drive
- $10
- ダブルダッチ
- なすなかにし他